# Delouardus
Delouardus is een geslacht van haften (Ephemeroptera) uit de familie Baetidae.

## Soorten
Het geslacht Delouardus omvat de volgende soorten:
- Delouardus djabala